# Héliothérapie

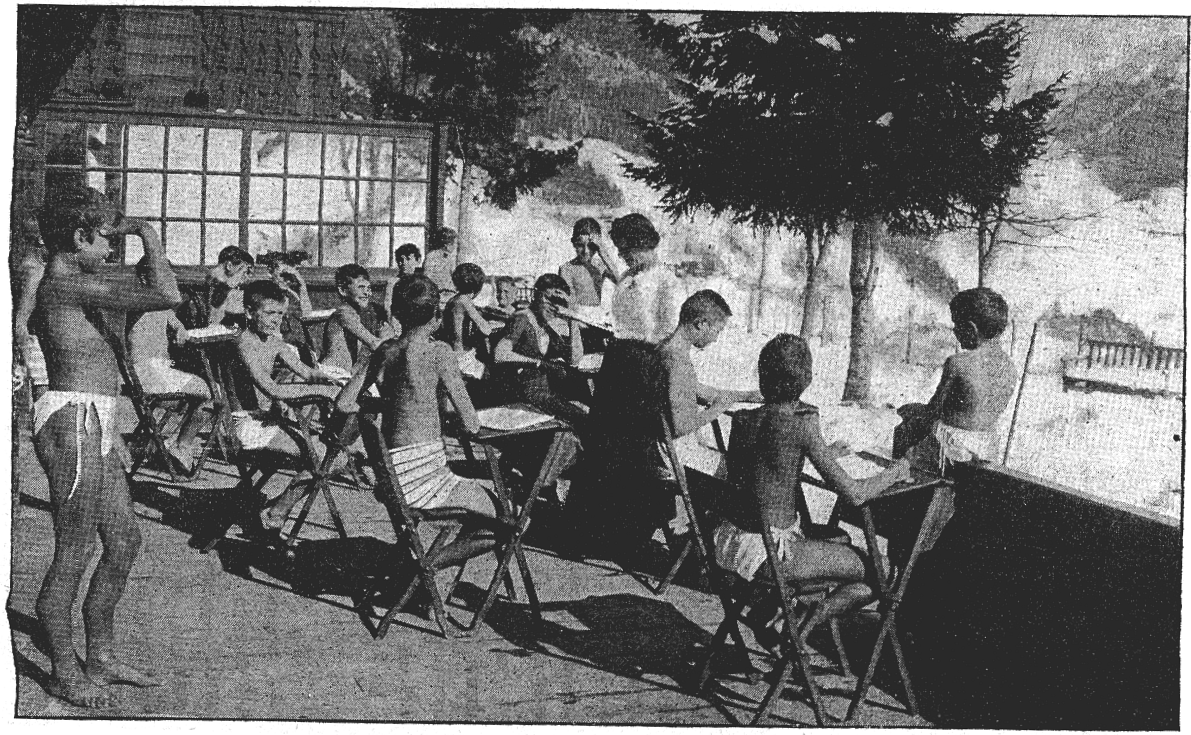
1916 : Séance d'héliothérapie

L'héliothérapie ou héliose est une cure solaire, un traitement médical par exposition au rayonnement solaire.
L'héliothérapie est utilisée :
- Par la médecine dans certaines indications précises comme le rachitisme (carence en vitamine D), car les rayonnements UV du soleil sont nécessaires à la production de vitamine D ;
- Par la médecine non conventionnelle dans un grand nombre d'indications.

L'héliothérapie a été utilisée durant la Première Guerre mondiale pour les blessures de guerre.
L'héliothérapie est, depuis la fin du XIXe, d'un usage bénéfique dans le traitement de la tuberculose.